# Sarah Schulte
Sarah Schulte (* 8. Juni 1995) ist eine ehemalige deutsche Fußballspielerin.

## Karriere

### Vereine
Schulte wurde fußballerisch in Dersum im Landkreis Emsland beim SV Grün-Weiß Dersum ausgebildet, bevor sie eine Saison lang für die C-Jugendmannschaft des SC Blau-Weiß Papenburg spielte. Im Alter von 16 Jahren wurde sie vom SV Meppen verpflichtet.
Von 2011 bis 2018 bestritt sie 142 Punktspiele in der Gruppe Nord der seinerzeit zweigleisigen 2. Bundesliga, in denen sie zehn Tore erzielte. Von 2018 bis zum Saisonbeginn 2023/24 war sie mit ihrer Mannschaft zwei Saisons in Folge in der eingleisigen, nicht in Nord und Süd aufgeteilten, 2. Bundesliga vertreten, danach glich ihre Mannschaft einer Fahrstuhlmannschaft, mit in vier Jahren abwechselnden Auf- und Abstiegen. 2018/19 bestritt sie alle 26 Saisonspiele und 2021/22 erzielte sie fünf Saisontore; beide in der jeweiligen Anzahl persönliche Bestwerte. Während ihrer Vereinszugehörigkeit nahm sie in 13 aufeinanderfolgenden Jahren mit ihrer Mannschaft am Wettbewerb um den nationalen Vereinspokal teil. In ihren 26 DFB-Pokalspielen erzielte sie drei Tore und kam sechsmal im Achtelfinale zum Einsatz. Am  14. Mai 2023 (20. Spieltag), beim 2:1-Sieg im Auswärtsspiel der Bundesligabegegnung mit dem 1. FC Köln, bestritt sie ihr 275. Pflichtspiel für ihren Verein, dem sie seit der Übernahme der Frauenfußballabteilung des SV Victoria Gersten angehört. Nach 13 Jahren im Seniorinnenbereich und einzig für den SV Meppen beendete sie am 3. Juli 2024 nach 297 Pflichtspielen (damit Rekordspielerin des SV Meppen) ihre Spielerkarriere.

### Nationalmannschaft
Schulte debütierte als Nationalspielerin am 15. April 2009 in ihrem einzigen Länderspiel für die U15-Nationalmannschaft beim 5:0-Sieg über die U15-Nationalmannschaft der Niederlande. Für die U17-Nationalmannschaft debütierte sie am 14. Dezember 2010 beim 4:1-Sieg über die U19-Nationalmannschaft Israels. Bis zum 9. Februar 2012 folgten vier weitere Einsätze, von denen zwei gewonnen und zwei verloren wurden. Sie nahm mit der U17-Nationalmannschaft an der vom 22. September bis zum 13. Oktober 2012 in Aserbaidschan ausgetragenen Weltmeisterschaft teil. Sie bestritt das zweite Spiel der Gruppe D sowie alle nachfolgenden Spiele einschließlich des Spiels um Platz 3, das mit 0:1 gegen die U17-Nationalmannschaft Ghanas verloren wurde. Für die U19-Nationalmannschaft bestritt sie jeweils zwei Länderspiele im März und September 2013, von denen nur eins verloren wurde.

## Erfolge
- Zweimaliger Aufstieg in die Bundesliga
  - als Vierter (2020) und Meister (2022) der 2. Bundesliga

## Nach der Fußballkarriere
Schulte ist seit April 2022 wissenschaftliche Mitarbeiterin an der  Carl von Ossietzky Universität Oldenburg im Fachbereich Sport und schreibt derzeit ihre Dissertation.